# Branäs
Branäs är en vintersportort väster om Dalby och Klarälven i Torsby kommun i norra Värmland. Branäs alpina skidanläggning har 33 nedfarter, 31 liftar (varav en gondollift) och 415 meter fallhöjd vilket är den tionde största fallhöjden i Sverige. Intill restaurangen Ladan på toppen startar de flesta av Branäs längdspår, ett antal går runt och över de närliggande myrarna och sträcker sig över 28 km totalt. På samma plats utgår även snöskoter- och hundspannsafari. Väster om skidorten ligger naturreservatet Branäsberget.

## Historia
Under början av 1960-talet väcktes idéerna på en skidbacke i Branäs. Dåvarande Finnskoga-Dalby kommun fick löfte från statsminister Tage Erlander om en miljon kronor i stöd. Detta förutsatte att någon driftig person skulle ta hand om projektet. Vid det tillfället fanns dock ingen som var villig att ansvara för bygget av en skidbacke i Branäs.
Det var först under mitten av 1980-talet som projektet fick skjuts framåt. LO-Värmland tog sig an Branäsprojektet, och tillsammans med HSB Värmland och Landstinget i Värmland lyckades finansieringen. I juli 1987 gavs beskedet att Branäsprojektet skulle få statligt stöd. 1988 påbörjades byggnationerna och invigningen av anläggningen gjordes av kung Carl XVI Gustaf i december samma år.
Drygt 500 miljoner kronor investerades under de första åren, därefter blev det svårare eftersom kostnaderna drog i väg och en konkurs var nära. 1992 gjordes ett ackord med fordringsägarna och skulderna skrevs ner med 75 %. HSB Sverige tog över anläggningen och drev den fram till 1999. Därefter tog de nuvarande ägarna över Branäs Fritidscenter AB och sedan 2004 ingår också Kungsbergets skidanläggning i Branäskoncernen.

## Utveckling

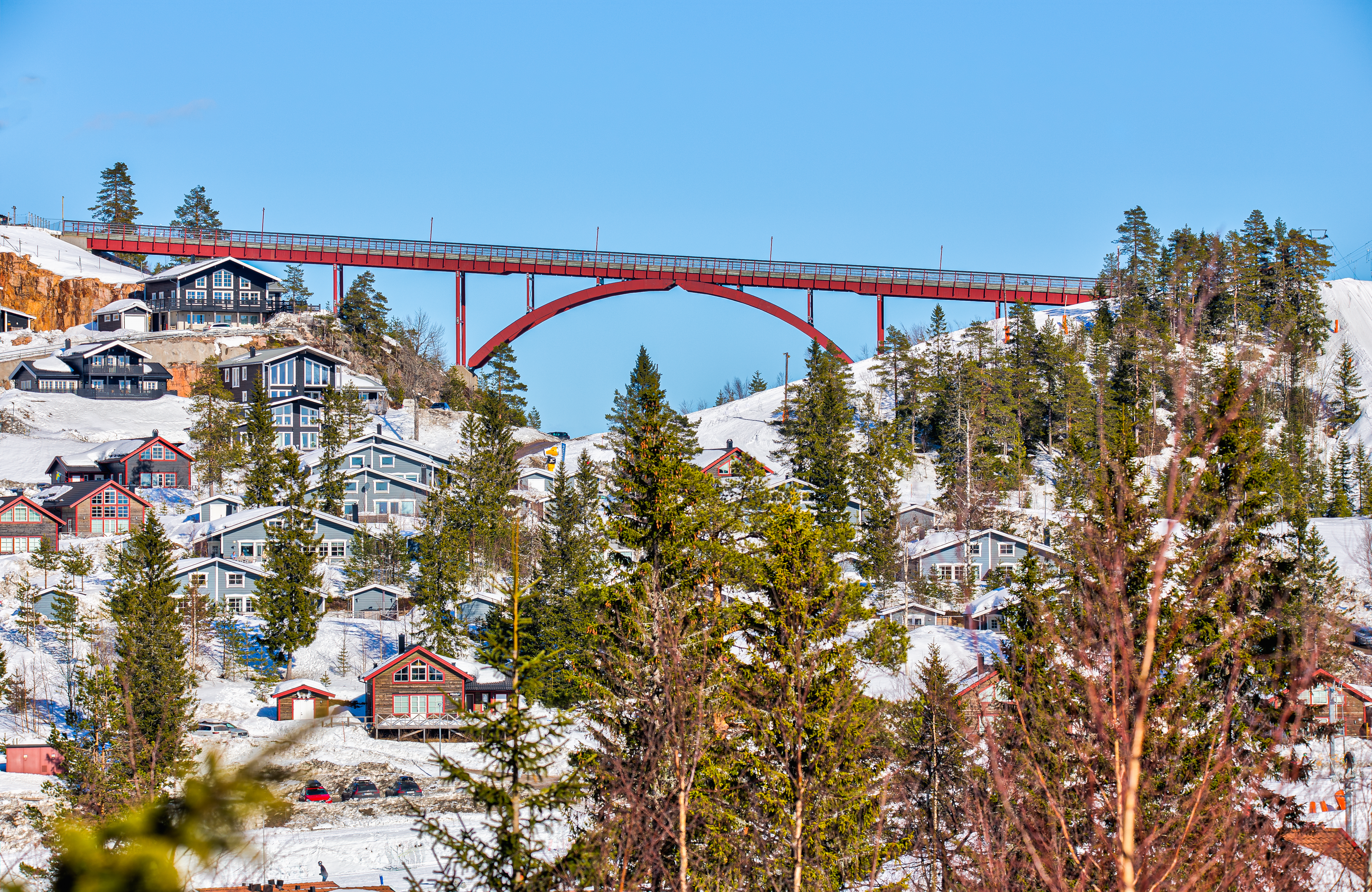
Skidbron av trä mellan de två topparna byggdes 2007.

Sedan 2001 har antalet besökare i Branäs ökat. Sett till antalet skiddagar (sålda liftkortsdagar) har Branäs placerat sig kring sjätte plats de senaste säsongerna, under 2019/2020 tog man sig upp till fjärde plats.
Under 2007 byggdes en 127 meter lång träbro som förbinder de två topparna, vilket gör att skidåkarna kan nå den södra delen av systemet direkt från toppen av Branäsberget. 
Inför säsongen 2013 breddades pisten Sidvinden.
Antalet bäddar har ökat från 1 650 år 2000 till cirka 5 500 år 2015. Till sommaren 2015 byggdes ytterligare en Ski Lodge, denna gång uppe på berget. Denna säsong byggdes också en ny expresslift i Mattesdalen (dåvarande Södra) - Medvinden och en knapplift som en alternativ väg upp på toppen - Motvinden. I anslutning till den nya expressliften byggdes en ny våffelstuga - Mattesvåfflan.
Inför säsongen 2015/16 utökades anläggningen med cirka 1500 nya bäddar. Inför samma säsong kom off-pist sträckan - Ravinen samt breddning av Säterbacken.
Inför säsongen 2016/17 utökades pistkapaciteten i Södra med en ny bredd, 1km lång blå-röd nedfart - Mattesgapet. Södra bytte då också namn till Mattestorp.
Inför säsongen 2019/20 utökades liftkapaciteten i det så kallade Sjöområdet med en ny 6-stols expresslift från Doppelmayr som ersatte den gamla 4-stolsliften Östersjöliften och knappliften Ovansjöliften. Den nya expressliften fördubblade kapaciteten i området från 1300 personer per timme till 2600 personer per timme. Det byggdes också en ny nedfart - Långsvängen.
Under säsongen 2020/21 förstärktes liftkapaciteten från byn med knappliften Stora Knappen (föredetta Ovansjöliften) som man kan ta sig till expressliften Medvinden och vidare upp på berget utan att åka Gondolen. I Mattesdalen tillkom en ny nedfart - Mattesbacken med tillhörande knapplift (Snöelvan) samt ett rullband som skapar ett komplett skidområde även anpassat för barn och nybörjare i Mattesdalen. Liftkapaciteten på berget utökades också med en yttligare knapplift bredvid Loliften - Loliften 2.
2021 tilldelades Branäs utmärkelsen "Årets Skidanläggning" av SLAO.
Säsongen 2021/22 gjordes investeringar i ytterligare snökanoner på strategiska platser, ytterligare en släplift i Björnbacken, ytterligare ett åkband och en kiosk i Björnbuselandet i byn, Rävenliften utbytt till åkband, ny hoppkudde (Big Air Bag) vid Amundsbacken samt belysning i Mattesbacken. En yttligare investering inför säsongen 2021/22 var en förlängning av nedfarten Långsvängen ned i Torpbacken.
Inför säsongen 2022/23 genomfördes Branäs hittills största liftinvestering på 85 miljoner kronor till en ny sexstols expresslift från Mattesdalen direkt till toppen. Den nya liften, kallad Toppexpressen har en kapacitet på 2400 personer i timmen. Som en följd av den nya expressliften ändrades sträckningen av flera backar i Mattesdalen och ankarliften Mattesliften 2 flyttades något för att skapa ett skidtorg i Mattesdalen och bytte därmed namn till Parkliften. En ny nedfart (Kroken) anlades också uppe på berget med tillhörande knapplift.
Den 28 februari 2023 bytte tidigare Branten namn till Gerremobranten efter Hans Gerremo som 1982 teståkte terrängen vid Branästoppen och undersökte förutsättningarna för en skidanläggning.
Inför säsongen 2023/24 påbörjades arbetet med det nya skidområdet Nötåsen som på sikt kommer innehålla fler nedfarter, ytterligare boenden och ett mindre centrum med restauranger, butik och värmestuga. Till säsongsöppning stod den nya nedfarten Nötbacken, med de tillhörande liftarna Nötknappen 1 och 2 öppna.

## Världscupen i skicross
Den 23–24 februari 2009 hölls Sveriges första världscuptävling i skicross. Tävlingen ägde rum i den nya skicrossbacken, särskilt byggd för ändamålet. I tävlingen deltog 19 nationer och totalt 130 idrottare. Tävlingen direktsändes i hela Europa, Nordamerika och även delar av Asien. Vinnare i herrklassen blev svenske Lars Lewén och i damklassen franska Ophélie David.
Den 12–13 mars 2011 hölls återigen en världscuptävling i skicross i Branäs.

## Gondolen

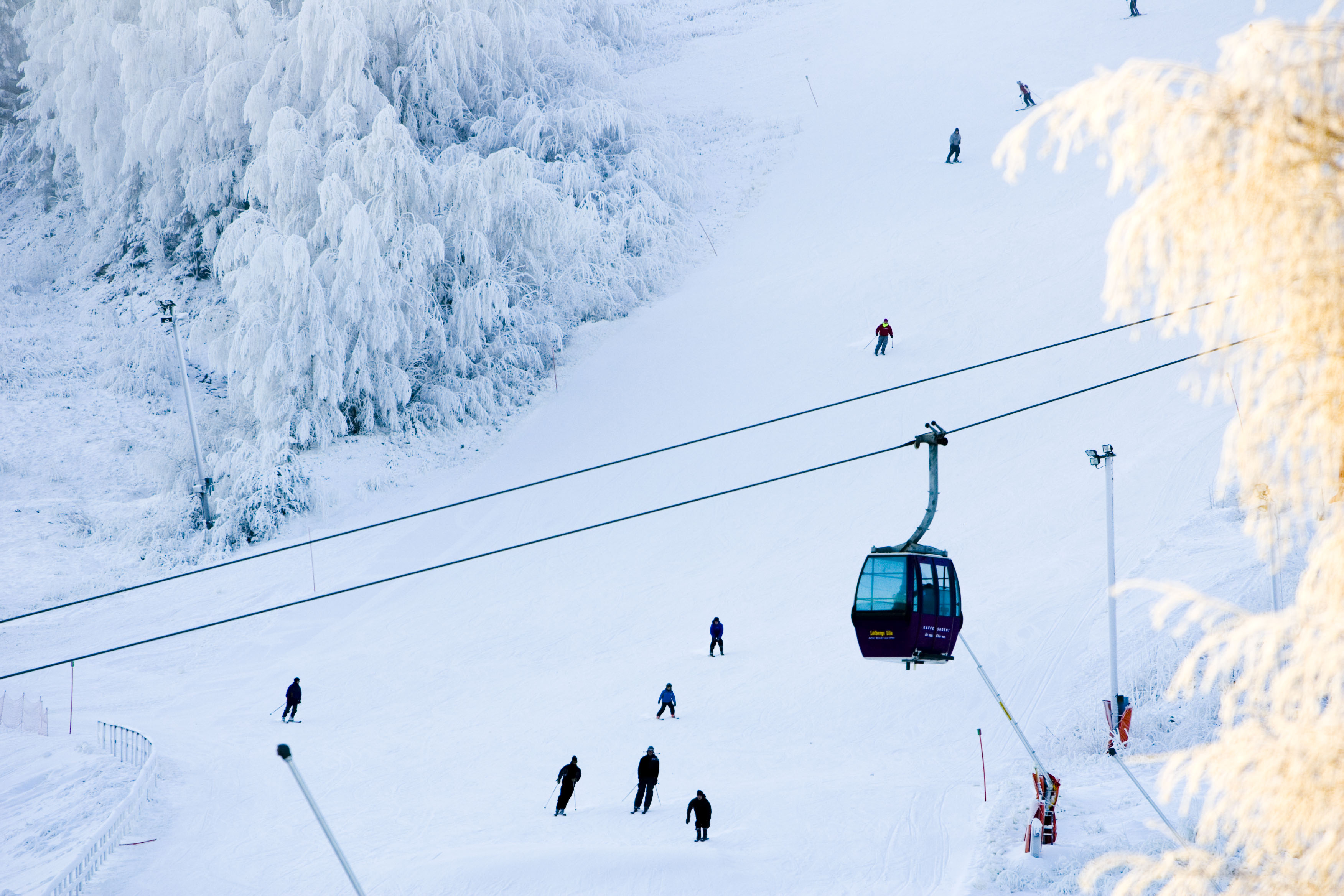
Gondolen i Branäs.

I Branäs finns en av Sveriges fyra gondolliftar. Den invigdes 1988, är 1 355 m lång (2 770 m vajerlängd), hastighet 5 m/s, kapacitet 1 800 personer/timme och höjdskillnaden från dal till topp är 415 m. Den har totalt 32 gondoler, med plats för 12 personer i varje, och liften är tillverkad av Doppelmayr.

## Klimat
Klimatet i den djupa dalen präglas ofta av kallare temperaturer än på toppen av berget. Detta möjliggör att snöläggningen kan påbörjas tidigare. Eftersom dalen ligger på den östra sidan av berget är den skyddad mot milda västvindar från Atlanten, vilket medför att Branäs är en relativt snösäker skidort trots sitt sydliga läge och att nederbörden inte är så stor.

## Boendeområden

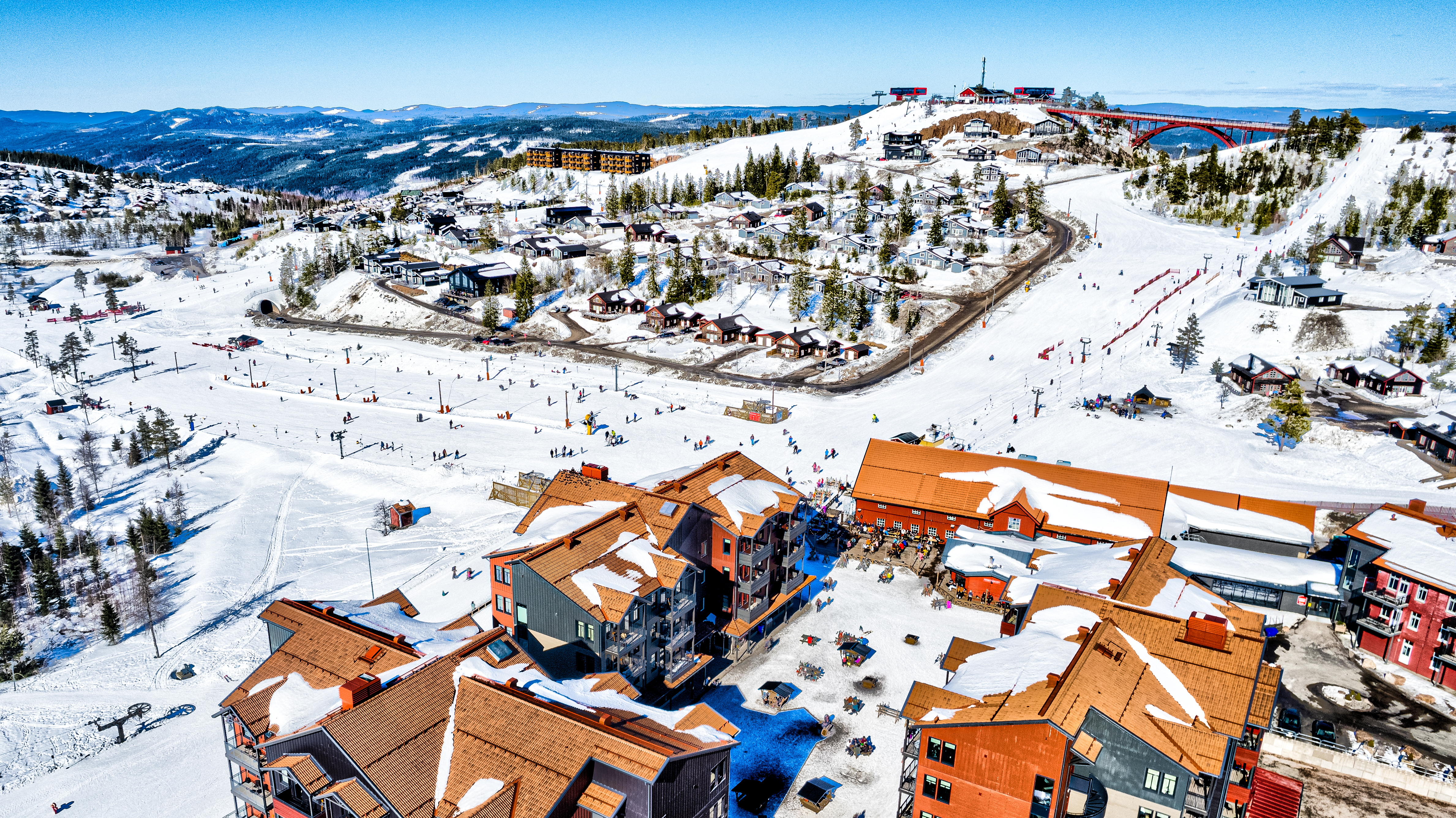
Soltorget i förgrunden och stugområdet Älgen mitt i bilden.

Ökningen av antalet bäddar har resulterat i en rad nya boendeområden fördelade på huvudområdena Gondoltorget och Mattesdalen, nedanför berget mot Klarälven, och Soltorget som innefattar områden på toppen/bergets västsida.
| Gondoltorget: - Gondolhusen - Bakkebogrenda - Bävern - Bävertorget - Mården - Mickelbyn - Lassiebyn - Ljungvägen - Skolhuset - Sportmans stugor - Tinastorp - Torget - Ski Lodge | Soltorget: - Aspen - Aspenterrassen - Björnen - Hjorten - Illern - Lohyllan - Orren - Räven - Soltorget - Tranan - Vargen - Älgen - Älgkronan - Eagle's Cliff - Eagle's Village - Mountain Lodge - Korpen - Nötåsen | Mattesdalen: - Mattestorp Alphouse - Mattestorp Apartments - Mattestorp Hillside - Mattestorp Longhouse - Mattestorp Park - Mattestorp Village - Övre Mattestorp |

## Liftar och backar
| Nedfarter: - Lilla Amundsbacken (blå) - Stora Amundsbacken (röd) - Mattesstigen (grön) - Sydpolen 1 (grön) - Sydpolen 2 (grön) - Sydpolen 3 (grön) - Storbacken (röd) - Gerremobranten (svart) - Säterdalen (off-pist) - Säterbacken (röd & blå) - Ekorrbacken (röd & blå) - Torpbacken (blå) - Stormen (blå) - Kortsvängen (blå) - Sidvinden (blå) - Mattesgapet (röd & blå) - Gondolstigen (grön) - Nötbacken (grön) - Genvägen (grön) - Vargbacken (röd) - Lobacken (grön) - Nordpolen 1 (grön) - Nordpolen 2 (grön) - Nordpolen 3 (grön) - Björnbacken (blå) - Nordsjöbacken (blå) - Ovansjöbacken (blå) - Västersjöbacken (blå) - Nintendoland (grön) - Lilla Lo (grön) - Solbacken (grön) - Långsvängen (blå) - Mattesbacken (blå) - Kroken (blå) - Ravinen (off-pist) - Smygstigen (off-pist) Attraktioner: - Nintendo Land (grön upplevelsebacke) - Björnbuseland (barnområde) - SIA Funslope (blå skicross "light") - Skicross (blå skicross) - Helly Hansen Selftimer (blå tidtagarbana) - Pepsi Fun Park (blå snöpark) - Mini Park (blå snöpark) - Speedski (blå hastighetsmätarbana) - Björnbusebana - STIGA Snowracer Land - Big Air Bag (röd luftkuddebana) | Liftar: - Parkliften (ankarlift) - Motvinden (knapplift) - Medvinden (fyrstolslift) - Solliften (knapplift) - Loliften 1 (knapplift) - Loliften 2 (knapplift) - Björnbusen (knapplift) - Björnbusan (knapplift) - Björnliften 1 (knapplift) - Björnliften 2 (knapplift) - Lilla Björn (knapplift) - Stora Knappen (knapplift) - Sjöexpressen (sexstolslift) - Västersjöliften (knapplift) - Istappen (knapplift) - Snöflingan (knapplift) - Pingvinen (knapplift) - Gondolliften (gondolbana) - Kotten (knapplift) - Amundsliften (knapplift) - Toppexpressen (sexstolslift) - Snöelvan (knapplift) - Strömmen (knapplift) - Nötknappen 1 (knapplift) - Nötknappen 2 (knapplift) - Räven (rullband) - Gondoltorget 1 (rullband) - Gondoltorget 2 (rullband) - Soltorget (rullband) - Mattesdalen (rullband) - Räven (repliftar) |